# Deportivo Xinabajul
O Club Social y Deportivo Xinabajul Huehue, também conhecido como Deportivo Xinabajul, é um clube de futebol de Huehuetenango, na Guatemala. Foi fundado em 1980.
O clube joga no Estádio Los Cuchumatanes, com capacidade para 10.000 pessoas. O atual presidente do clube é Mauro Rodríguez.
As suas cores oficiais são verde e amarelo.

## Títulos

### Internacionais
- Nenhum

### Nacionais
- Liga Nacional de Guatemala: Nenhum
- Copa da Guatemala: Nenhum.